# Stazione di Spiez
La stazione di Spiez è la principale stazione ferroviaria a servizio dell'omonima città svizzera. È gestita dalla BLS.